# Ludwig Stasny
Ludwig Stasny (Praga, Txèquia, 26 de febrer, 1823 - Frankfurt del Main, 23 d'octubre, 1883), fou un compositor txec.
Estudià en el Conservatori de la seva ciutat natal; de 1846 a 1868 fou director de bandes militars, i des de 1871 dirigí l'orquestra Palmengarten de Frankfort.
Va compondre les òperes Liane (Magúncia. 1851) i Die beiden Goldschmiede (Magúncia, 1879), però és més conegut per les seves danses populars i pels seus arranjaments per a orquestra sola, de fragments de les últimes obres de Wagner.